# Gant U.S.A.
Gant, gestileerd als GANT, is een internationaal kledingmerk van Amerikaanse oorsprong met hoofdzetel in de Zweedse hoofdstad Stockholm. Het bedrijf werd in 1949 opgericht door Bernard Gantmacher in de stad New Haven. Gant ontwerpt, fabriceert en verkoopt kwalitatieve, moderne en vrijetijdskleding, geïnspireerd door de mondaine New Yorkse levenswijze. Gant heeft zowel heren- als damescollecties en heeft naast kleding ook parfum, horloges en zonnebrillen in zijn assortiment.

## Geschiedenis
Bernard Gantmacher kwam in 1914 aan in New York als Joodse immigrant uit Oekraïne. Gantmacher was tewerkgesteld bij een kledingfabriek om hemdskragen te naaien, terwijl hij studeerde voor apotheker. Na de terugkeer van zijn militaire dienst tijdens de Eerste Wereldoorlog, richtte Gantmacher de Par-Ex Shirt Company op samen met zakenpartner, Morris Shapiro. Het GANT-merk werd in april 1949 gelanceerd. In 1968 verkochten de Gant-broers het bedrijf aan Consolidated Foods, maar ze bleven in het bedrijf. In 1971 lanceerden ze de eerste collectie met sportkleding en in 1974 kwam daar ook het Rugger-merk bij.
In 1995 verwierf Phillips-Van Heusen het Gant-merk in de Verenigde Staten van de failliete fabrikant van sportkleding, Crystal Brands, Inc. Gant opende in 1997 haar eerste winkel in de Verenigde Staten. Phillips-Van Heusen verkocht Gant in 1999 aan Pyramid Sportswear in Zweden voor $71 miljoen. Gant werd vervolgens een globaal merk dankzij de aankoop door Pyramid Sportswear, wat Gant Piramide Aktiebolag werd. In de lente van 2006 werd Gant een beursgenoteerd bedrijf op de O-lijst van de beurs van Stockholm totdat het op 20 maart 2008 werd geschrapt toen het bedrijf werd overgenomen door de Zwitserse detailhandelgroep Maus Frères.